# La Traversée du temps (nouvelle)
Pour les articles homonymes, voir La Traversée du temps et Toki o Kakeru Shōjo.
La Traversée du temps (時をかける少女, Toki o Kakeru Shōjo, titre original japonais) est une nouvelle de science-fiction pour la jeunesse de Yasutaka Tsutsui.

## Présentation
La nouvelle paraît pour la première fois en 1965 au Japon dans un magazine pour lycéens, puis est éditée en livre en 1967 par Kadokawa Shoten. Elle raconte l'histoire d'une jeune lycéenne découvrant un jour qu'elle peut remonter le cours du temps par de simples sauts.
Devenue une histoire culte de la littérature d'enfance et de jeunesse japonaise, mélangeant romantisme et science-fiction, elle sera adaptée de nombreuses fois à l'écran (notamment pour le film anime La Traversée du temps en 2006), en manga, et même en une chanson qui sera à son tour reprise de nombreuses fois.
La nouvelle est publiée en français en 1983 par l'éditeur L'École des loisirs ; elle est rééditée en 2007 à l'occasion de la sortie du film anime avec une nouvelle couverture reprenant l'affiche du film. Elle sera finalement aussi publiée en anglais en 2011.

## Adaptations
- Time Traveler (タイム・トラベラー?, 1972, série TV)
- Zoku Time Traveler (続 タイム・トラベラー?, 1972, suite de la série TV)
- The Girl Who Leapt Through Time (1983, film avec Tomoyo Harada dans le rôle principal)
- Toki o Kakeru Shōjo (1983, chanson du film de 83, interprétée par Tomoyo Harada, écrite et ré-interprétée par Yumi Matsutōya)
- Ramen 303 (House Foods Corporation) (1983, publicité avec Yūki Kudō parodiant le film de 1983 et sa chanson)
- Toki o Kakeru Shōjo (1985, film TV avec Yōko Minamino dans le rôle principal)
- Toki o Kakeru Shōjo (en) (1994, série télévisée, avec Yuki Uchida dans le rôle principal, Ranran Suzuki, et la débutante Namie Amuro)
- Toki o Kakeru Shōjo (1997, film, avec Nana Nakamoto dans le rôle principal)
- Toki no Canzone (1997, chanson du film de 1997, adaptation de la chanson de 1983, réécrite et interprétée par Yumi Matsutōya)
- Morning Musume: Shinshun! Love Stories (en) : Toki o Kakeru Shōjo (2002, téléfilm, avec Natsumi Abe, Kaori Iida, Ai Kago)
- Toki o Kakeru Shōjo (2004, manga en deux volumes dessiné par Gaku Tsugano)
- La Traversée du temps (2006, film anime de Mamoru Hosoda, doublé par Riisa Naka)
- Toki o Kakeru Shōjo After (2009-2010, manga dont l'histoire fait suite à la nouvelle)
- Toki o Kakeru Shōjo (2010, film, avec Riisa Naka dans le rôle principal)
- Toki wo Kakeru Shoujo (feuilleton en 5 cinq épisodes, 2016, avec Kuroshima Yuina dans le rôle principal)